# Annibale I Bentivoglio
Annibale I Bentivoglio (Bologna, 1413 – Bologna, 24 giugno 1445) fu signore di Bologna dal 1443 al 1445.

## Biografia
Ufficialmente figlio naturale di Anton Galeazzo Bentivoglio, tuttavia la cronaca contemporanea del Ghirardacci riferisce di una singolare storia riguardo la sua paternità: che la madre, Francesca Gozzadini, fosse notoriamente l'amante sia di Bentivoglio che del suo amico Gaspare Malvezzi. Quando la donna rimase incinta, entrambi rivendicarono la paternità del nascituro e, per risolvere la cosa, decisero di giocarsela a dadi: il vincitore, che fu poi Bentivoglio, avrebbe rivendicato come suo il bambino.  
Nel 1435 dovette lasciare Bologna dopo l'uccisione del padre per ordine del vescovo di Concordia Daniele Scoti, allora governatore pontificio della città. Nel 1441 tornò a Bologna, dove governava come fosse signore assoluto Niccolò Piccinino, messo a capo della città dai Visconti, il cui aiuto era stato richiesto dai bolognesi stessi.

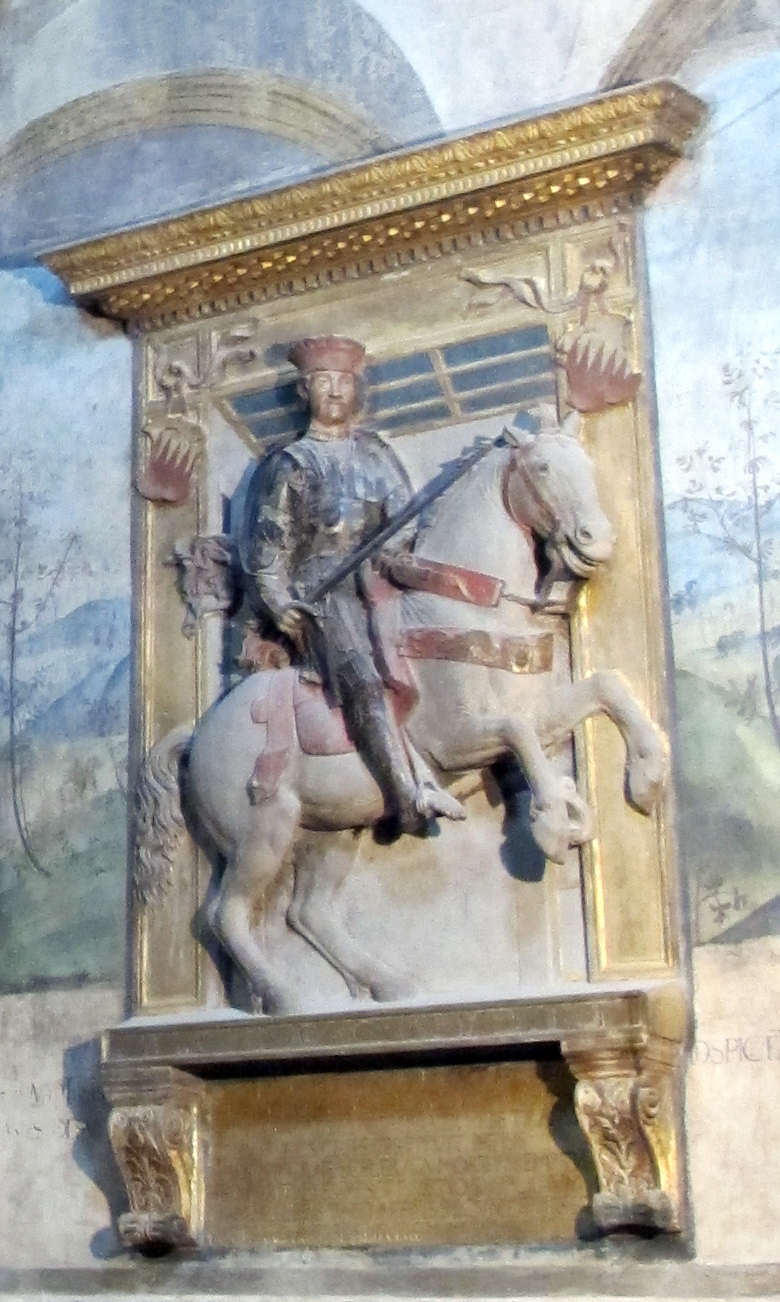
Il monumento funebre di Annibale I nella cappella Bentivoglio nella basilica di San Giacomo Maggiore, Bologna

Vedendo in Annibale un probabile pericolo per i suoi privilegi, Piccinino fece catturare e rinchiudere Bentivoglio nel castello di Varano vicino a Parma, all'epoca assieme a Piacenza sotto il dominio milanese. Da qui, in seguito ad una difficile fuga, fu liberato il 3 giugno 1443 da Galeazzo Marescotti de' Calvi e altri suoi fedeli.
Tornato a Bologna in segreto, trovò una rivolta in corso frutto dell'alleanza di tutte le maggiori famiglie bolognesi, diretta a cacciare Piccinino. Altre fonti riportano che si mise a capo della rivolta: al suo comando comunque i bolognesi riuscirono a ricacciare le truppe milanesi di Luigi Dal Verme sconfiggendoli nella battaglia di San Giorgio di Piano (14 agosto 1443). Cacciato Piccinino, i bolognesi nel 1445 elessero Annibale capo dei Sedici Riformatori, in pratica Signore della città.
La supremazia dei Bentivoglio provocò un nuovo malcontento, stavolta dei Canetoli, famiglia rivale. Annibale cercò di placare gli animi nominando Battista Canetoli Capo degli anziani ma senza risultati: i Canetoli infatti organizzarono un complotto volto ad ottenere il controllo della città. Con l'aiuto della famiglia Ghisileri, tesero un'imboscata ad Annibale, che stava andando ad un battesimo su loro invito. L'assassinio di Annibale provocò però la reazione delle altre famiglie: i membri delle famiglie Canetoli e Ghisileri vennero condannati a morte o esiliati da Bologna.
Essendo il figlio di Annibale, Giovanni, troppo piccolo ed essendosi altri nobili rifiutati di prendere il comando della città, venne nominato primo cittadino Sante Bentivoglio, figlio illegittimo di Ercole Bentivoglio, cugino di Annibale.
La cappella Bentivoglio, presso la chiesa di San Giacomo Maggiore, cominciata da Annibale nel 1445 venne finita da suo figlio Giovanni II nel 1486.

## Matrimonio e figli
Nel 1441 Filippo Maria Visconti gli diede in sposa Donnina Visconti, figlia di Lancillotto Visconti, figlio a sua volta di Bernabò Visconti; le nozze furono celebrate a Bologna il 7 maggio di quell'anno. Da lei ebbe due figli:
- Maria Antonia, primogenita che sposò l'8 febbraio 1458[9] con Sigismondo Brandolini conte di Castelnuovo.
- Giovanni Bentivoglio (1443-1508) signore di Bologna

## Ascendenza
|                                                |                     |                                 | Genitori                  |  |  | Nonni                                      |  |  | Bisnonni            |  |
|                                                |                     |                                 |                           |  |  | Giovanni I Bentivoglio, signore di Bologna |  |  | Antonio Bentivoglio |  |
|                                                |                     |                                 |                           |  |  | Giovanni I Bentivoglio, signore di Bologna |  |  | Antonio Bentivoglio |  |
|                                                |                     | Zanna Calorio de' Maranensi     |                           |  |  | Giovanni I Bentivoglio, signore di Bologna |  |  |                     |  |
| Anton Galeazzo Bentivoglio, signore di Bologna |                     |                                 |                           |  |  | Giovanni I Bentivoglio, signore di Bologna |  |  |                     |  |
|                                                |                     | Elisabetta da Castel San Pietro | Cino da Castel San Pietro |  |  |                                            |  |  |                     |  |
|                                                |                     | Elisabetta da Castel San Pietro | Cino da Castel San Pietro |  |  |                                            |  |  |                     |  |
|                                                |                     | Elisabetta da Castel San Pietro | …                         |  |  |                                            |  |  |                     |  |
| Annibale I Bentivoglio, signore di Bologna     |                     | Elisabetta da Castel San Pietro |                           |  |  |                                            |  |  |                     |  |
|                                                | Gozzadino Gozzadini | Simonino Gozzadini              |                           |  |  |                                            |  |  |                     |  |
|                                                | Gozzadino Gozzadini | Simonino Gozzadini              |                           |  |  |                                            |  |  |                     |  |
|                                                | Gozzadino Gozzadini | Francesca Constabili            |                           |  |  |                                            |  |  |                     |  |
| Francesca Gozzadini                            | Gozzadino Gozzadini |                                 |                           |  |  |                                            |  |  |                     |  |
|                                                |                     | Costanza Scappi                 | Ugolino Scappi            |  |  |                                            |  |  |                     |  |
|                                                |                     | Costanza Scappi                 | Ugolino Scappi            |  |  |                                            |  |  |                     |  |
|                                                |                     | Costanza Scappi                 | …                         |  |  |                                            |  |  |                     |  |
|                                                |                     | Costanza Scappi                 |                           |  |  |                                            |  |  |                     |  |